# Пластові води
Пластові води — підземні води, що циркулюють у пластах гірських порід. У гідрогеології пластові води поділяють на 3 класи: порово-пластові, тріщинно-пластові, карстово-пластові, кожний з яких може бути верховодкою, ґрунтовою, міжпластовою безнапірною або напірною (артезіанською) водою. У нафтопромисловій геології під пластовими водами розуміють води, що знаходяться в нафтовому пласті (законтурні, підошвові, проміжні).
Синонім — міжпластові води.

## Властивості та класифікація пластових вод
Фізико-хімічні властивості, параметри яких характеризують пластову воду: густина, температура, температурний коефіцієнт розширення, в'язкість, поверхневий натяг, об'ємний коефіцієнт, стисливість, електропровідність, розчинність води в нафті, розчинність газу у воді та ін.
Фізичні властивості пластової води суттєво залежать від її виду (вільна, зв'язана), ступеня мінералізації, розчиненості газу, умов залягання (тиск і температура) та інших факторів.
Лужно-кислотні властивості пластової води — властивості пластової води газонафтового покладу, які визначаються концентрацією водневих йонів, вираженою у вигляді умовної величини pH, яка дорівнює від'ємному логарифму концентрації.
Густина пластових вод залежно від ступеня мінералізації може змінюватись від 1000 кг/м³ (прісна вода) до 1450 кг/м³ (при концентрації солей 643 кг/м³).
В'язкість пластових вод із підвищенням концентрації розчинених солей збільшується. Збільшення тиску призводить до незначного підвищення в'язкості.
Коефіцієнт об'ємного стиснення з підвищенням тиску зменшується, а температури — збільшується. Аналогічний в якісному плані вплив тиску і температури на коефіцієнт теплового розширення.
Пластові води надзвичайно різнорідні на різних родовищах. Склад їх і мінералізація залежить від геологічного віку продуктивних пластів.
Пластові води вміщують суміш органічних і неорганічних сполук, яка складається:
- із сполук розчиненої і вільної нафт;
- хімреагентів, використаних в процесі очищення;
- парафінів, піску, продуктів корозії;
- вуглекислого газу, сірководню, м'яких вуглеводнів.

На кількість сполук впливає солоність, лужність, температура пласта, хімреагенти, які використовували при бурінні і експлуатації.
Пластові води мають високу токсичність. Слаботоксичні води мають властивість збиратися в біоорганізмах. Особливо небезпечний злив пластових вод біля берега.
За мінералізацією пластові води поділяються на: 
- солонуваті з осадом 1-6 г/л;
- солоні, 6-150 г/л;
- розсоли, 150—250 г/л.

За солевим складом пластові води поділяються на жорсткі (хлоркалієві) і лужні (гідрокарбонати і).
Жорсткі води мають високу мінералізацію і великий вміст хлоридів кальцію, натрію і магнію; густина їх доходить до 1,2 г/см³. 3 ростом мінералізації води зменшується її лужність, тому пластові води розсолевого типу мають практичну нейтральну реакцію. Мінералізація лужної пластової води менша, ніж жорсткої і коливається в межах 0,7-60 г/л, а її густина не більше 1,07 г/см³. Чим нижча мінералізація, тим вища лужність.
За умовами залягання ці води можуть бути безнапірними i напірними. Останні інакше називаються артезіанськими за назвою передмістя Парижу — Артуа, де в 1126 році вперше були виявлені фонтануючі води. Безнапірні міжпластові води зустрічаються дуже рідко. Напірним водам властивий гідростатичний тиск, який залежить від різниці відміток областей живлення i розвантаження. Лінія, що з'єднує ці дві області, називається лінією п'єзометричного рівня.
Пластові води до глибини 600–800 м, а іноді й більше, як правило, є прісними. Хімічний склад їх формується під впливом різних фізико-хімічних i біохімічних процесів, які відбуваються під час взаємодії підземних вод із гірськими породами. У поширенні напірних вод різного хімічного складу спостерігається певна закономірність, що має назву вертикальної та горизонтальної зональності. Як правило, чим глибше розташований напірний водоносний горизонт, тим вищою є мінералізація води. Зміна мінералізації напірних вод по простяганню дозволяє говорити про горизонтальну зональність. У периферійних частинах артезіанських басейнів, де відбувається живлення водоносних горизонтів, води, як правило, прісні. Їхня мінералізація зростає до центральної частини басейну.

## Використання
Пластові води широко використовуються в господарстві для водопостачання i зрошення. Якість питної води повинна відповідати санітарним вимогам до підземних вод для водопостачання. До зрошувальних вод вимоги не такі суворі, тому можуть бути використані води будь-якого складу, які не мають високої мінералізації, котра може викликати засолення ґрунтів.